# 1886 год в литературе

## Произведения

### Романы
- «Из жизни богемы Христиании» — роман норвежского писателя Ханса Хенрика Егера.
- «Монт-Ориоль» (Mont-Oriol) — роман французского писателя Ги де Мопассана.
- «Потоп» — роман польского писателя Генрика Сенкевича (первое отдельное издание).
- «Робур-Завоеватель» — роман Жюля Верна (первая публикация).
- «Самвел» (Սամվել, Սամուէլ) — исторический роман армянского писателя Раффи.
- «Творчество» — роман Эмиля Золя.
- «Лотерейный билет» — роман Жюля Верна.

### Повести
- «Дети подземелья» — повесть В. Г. Короленко.
- «Смерть Ивана Ильича» — повесть Льва  Толстого.
- «Странная история доктора Джекила и мистера Хайда» — повесть Роберта Стивенсона.

### Малая проза
- «Много ли человеку земли нужно» — рассказ Льва Толстого.
- «Холстомер» — рассказ Льва Толстого.
- Рассказы А. П. Чехова: «Агафья», «Анюта», «Ванька», «Гриша», «Знакомый мужчина», «Панихида», «Святою ночью», «Тоска», «Хористка»,  «Беседа пьяного с трезвым чёртом», "Пассажир 1-го класса".

### Пьесы
- «Власть тьмы» — пьеса Льва Толстого (опубликована в 1887).
- «О вреде табака» — пьеса А. П. Чехова.

## Родились
- 3 января — Ион Грамада, румынский писатель, публицист (умер в 1917).
- 21 февраля — Алексей Елисеевич Кручёных, поэт-футурист (умер в 1968).
- 3 марта — Тор Орьясетер, норвежский поэт и драматург (умер в 1968).
- 15 апреля — Николай Степанович Гумилёв, русский поэт (умер в 1921).
- 18 мая — Григорий Борисович Адамов, русский советский писатель (умер в 1945).
- 24 июля –  Стефан Кеджиньский, польский писатель (умер в 1943).
- 6 ноября – Ваан Миракян, армянский советский поэт и драматург.
- 19 ноября — Фернан Кроммелинк, бельгийский драматург (умер в 1970).

## Умерли
- 26 февраля – Нармадшанкар Даве, индийский поэт и писатель  (род. в 1833).
- 15 мая — Эмили Дикинсон, американская поэтесса (родилась в 1830).
- 29 мая — Василий Иванович Водовозов, русский педагог, переводчик, детский писатель (родился в 1825).
- 14 июня — Александр Николаевич Островский, русский драматург (родился в 1823).
- 3 августа — Ян Лям, польский писатель, журналист, педагог (родился в 1838).
- 20 октября — Ян Гавелка, чешский и моравский писатель (род. в 1839).
- 22 октября — Матильда Джейн Эванс, австралийская писательница (род. в 1827).
- 24 октября — Николай Христофорович Кетчер, русский писатель-переводчик (родился в 1809).
- 8 ноября — Софи Вёрисгофер, немецкая писательница (род. в 1838).
- 21 ноября — Эжен Рамбер, швейцарский писатель, поэт, литературный критик (родился в 1830).
- 25 ноября — Джузеппе Гверцони, итальянский революционер, писатель и историк (родился в 1835).
- 14 декабря — Дмитрий Константинович Гирс, русский писатель (родился в 1836).
- Габриель Суме, французская писательница, поэтесса и драматург (род. в 1814).
- Доменико Бенедетто Гравина, итальянский прозаик, историк искусства (род. в 1807).